# Eliogabalo
Marco Aurelio Antonino Augusto (in latino Marcus Aurelius Antoninus Augustus; nelle epigrafi: IMP • CAES • M • AVR • ANTONINVS • PIVS • FELIX • AVG; Roma, 203 – Roma, 11 marzo 222), nato come Sesto Vario Avito Bassiano (Sextus Varius Avitus Bassianus) ma meglio noto come Eliogabalo o Elagabalo (Heliogabalus o Elagabalus), è stato un imperatore romano, appartenente alla dinastia dei Severi, che regnò dal 218 al 222, anno della sua morte.

## Provenienza e cultura
Siriano di origine, Eliogabalo era, per diritto ereditario, l'alto sacerdote del dio sole (El-Gabal) di Emesa, sua città d'origine. 
Il nome «Eliogabalo» deriva infatti da due parole siriache, El («dio») e gabal (concetto associabile a «montagna»), e significa «il dio [che si manifesta in una] montagna», chiaro riferimento alla divinità solare di cui era sacerdote, rappresentata da un betilo (una pietra sacra); non fu mai usato da Avito Bassiano, né dai suoi contemporanei, ma è attestato solo a partire da una fonte del IV secolo. Con il sostegno della madre, Giulia Soemia, e della nonna materna, Giulia Mesa, fu acclamato imperatore dalle truppe orientali, in opposizione all'imperatore Macrino, all'età di quattordici anni.
Il regno di Eliogabalo fu fortemente segnato dal suo tentativo di importare il culto solare di Emesa a Roma e dall'opposizione a questa politica religiosa. Il giovane imperatore siriano, infatti, sovvertì le tradizioni religiose romane, sostituendo a Giove, signore del pantheon romano, la nuova divinità solare del Sol Invictus, che aveva gli stessi attributi del dio solare di Emesa; contrasse anche, in qualità di gran sacerdote di Sol Invictus, un matrimonio con una vergine vestale, che nelle sue intenzioni avrebbe dovuto essere il matrimonio tra il proprio dio e Vesta.
La sua politica religiosa e la sua sessualità prorompente e non certo tradizionale (egli ebbe cinque mogli e due mariti) portarono alla crescente opposizione del popolo e del Senato romano, che culminò col suo assassinio per mano della guardia pretoriana e coll'insediamento del cugino Alessandro Severo. Eliogabalo fu inoltre colpito dalla damnatio memoriae. Il suo governo si guadagnò tra i contemporanei fama di eccentricità, decadenza, depravazione e fanatismo.
La storiografia moderna restituisce un ritratto più articolato, riconducendone il fallimento al contrasto tra il conservatorismo romano e la dinamicità del giovane sovrano siriano, alla sua incapacità di scendere a compromessi e alla sua incomprensione della gravità e solennità del ruolo di imperatore. Il suo regno, però, permise alla dinastia dei Severi di consolidare il proprio controllo dell'impero, permettendo di preparare il terreno per il governo di Alessandro Severo.

## Fonti e storiografia
Sono tre le fonti antiche pervenute che raccontano la vita del giovane imperatore siriano: quella più dettagliata è la contemporanea Storia romana di Cassio Dione, che però riporta il punto di vista della classe senatoriale e il cui autore fu sostenitore di Alessandro Severo; l'omonima opera di Erodiano, contemporaneo e conterraneo di Eliogabalo, dà al contrario un giudizio più sereno e bilanciato; la Historia Augusta, che gli storiografi moderni fanno risalire al IV secolo, fonde invece pettegolezzi e storie inventate da una fonte contemporanea agli eventi ora andata perduta (forse Mario Massimo).
Di una certa importanza anche le fonti archeologiche, come monete, iscrizioni e costruzioni.

## Biografia

### Origini familiari

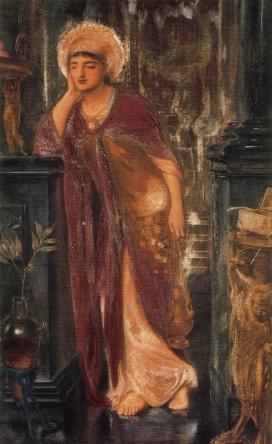
Eliogabalo gran sacerdote del Sole, Simeon Solomon, 1866. Eliogabalo era, per diritto ereditario, gran sacerdote del dio solare di Emesa, El-Gabal; già all'età di quattordici anni esercitava il proprio sacerdozio.

Eliogabalo, nato nel 203 con il nome di Vario Avito Bassiano, era figlio di Sesto Vario Marcello e di Giulia Soemia, entrambi originari della città di Apamea in Siria. Suo padre era membro dell'ordine equestre e aveva fatto la carriera amministrativa a Roma sotto l'imperatore Settimio Severo, fondatore della dinastia dei Severi, e fu in seguito nominato senatore dal figlio e successore di Severo, Caracalla, che concesse a Vario Marcello uffici di grande responsabilità, prima della sua morte, avvenuta nel 217 circa.
Sua madre era la figlia maggiore di Giulia Mesa, vedova del console Gaio Giulio Avito Alessiano, sorella dell'imperatrice Giulia Domna e cognata dell'imperatore Settimio Severo; Giulia Soemia era dunque cugina dell'imperatore Caracalla, il quale aveva estinto, alla propria ascesa al trono, la discendenza maschile diretta della dinastia per timore di essere rovesciato. Altri parenti di rilievo erano la zia Giulia Mamea, lo zio Marco Giulio Gessio Marciano e loro figlio Alessandro Severo, cugino di Eliogabalo.
Il bisnonno materno di Eliogabalo, il padre di Giulia Domna e di Giulia Mesa, era Gaio Giulio Bassiano, il quale teneva per diritto ereditario il sacerdozio del dio solare El-Gabal a Emesa; lo stesso Eliogabalo ne era gran sacerdote. El è il nome della principale divinità semitica, mentre Gabal, che è legato al concetto di «montagna» (si confronti con l'ebraico gevul e l'arabo jebel), è la sua manifestazione a Emesa. Tale divinità fu in seguito importata nel pantheon romano e assimilata al dio solare romano noto come Sol Indiges in età repubblicana e poi Sol Invictus nel II e III secolo.
Avito è dunque ricordato oggi con il nome del suo dio, Eliogabalo, che però non usò mai in vita. La famiglia di Giulio Bassiano, il cui nome derivava probabilmente dal titolo sacerdotale orientale basus, a Emesa era tenuta in alta considerazione, grazie al fatto che controllava il culto di El-Gabal, tanto da esercitare sulla regione un notevole potere; la loro importanza non fu certo danneggiata dal matrimonio della figlia di Giulio Bassiano, Giulia Domna, con Settimio Severo, anche se avvenne nel 187, quando Severo non era ancora imperatore.
La stirpe di Bassiano aveva probabilmente origini arabe, discendendo forse dai principi arabi di Emesa (Samsigeramus e Sohaemus) che, ancora nel I secolo, regnavano come vassalli dell'Impero romano, fino a quando Domiziano non pose fine alla loro semi-indipendenza.

### Ascesa al potere (217–218)
| Eliogabalo: Asse | Eliogabalo: Asse                                                                          |
| --- | ----------------------------------------------------------------------------------------- |
| |                                                                                           |
| IMP CAES M AV ANTONINVS AVG, testa laureata, drappeggiata e corazzata con busto rivolto a destra; | SEPTIM TYRO COLO, due buoi rivolti a destra sostengono l'insegna della Legio III Gallica; |
| 24 mm, 9,19 g, (Zecca di Tiro); coniato nel 218/222 da Eliogabalo per rendere omaggio alla legione che per prima lo acclamò imperatore e che gli diede la vittoria decisiva contro Macrino nella battaglia di Antiochia |                                                                                           |

Quando l'imperatore Macrino assunse il potere dovette decidere come eliminare il pericolo costituito per il suo regno dalla potente famiglia del suo predecessore assassinato, Caracalla; il nuovo imperatore si limitò a esiliare Giulia Mesa, le sue due figlie, e il suo più anziano nipote, Eliogabalo, nella loro tenuta ad Emesa in Siria, senza confiscare i loro beni. Dopo avere passato la giovinezza a Roma, Eliogabalo assunse il rango che nella sua città di origine gli spettava per diritto familiare, diventando gran sacerdote di El-Gabal.
Appena giunta in Siria Giulia Mesa iniziò a tramare con Gannys, il suo eunuco consigliere nonché tutore di Eliogabalo, per spodestare Macrino dal trono di imperatore e dare la porpora al nipote appena quattordicenne; le armi a sua disposizione erano l'enorme influenza locale che le veniva dal ruolo sacerdotale svolto dalla sua famiglia, le possibilità offerte dalla notevole ricchezza dei Bassiani, e l'insoddisfazione dell'esercito, che tanto aveva amato Caracalla quanto era ostile a Macrino per la sua politica di austerità.
A quel tempo il tempio di El-Gabal era molto frequentato, soprattutto dai soldati di stanza in Fenicia e quando essi venivano a visitarlo Mesa iniziò a diffondere una falsa voce: Eliogabalo era in realtà un figlio illegittimo di Caracalla che aveva giaciuto con entrambe le figlie mentre esse erano a Roma. Tra i soldati si sparse quindi la voce che Mesa fosse molto ricca e che avrebbe pagato bene chi avesse restaurato la sua famiglia sul trono imperiale. La Legio III Gallica, di stanza a Raphana, decise quindi di fare venire Mesa e la sua famiglia nell'accampamento durante la notte: insieme alle figlie e ai nipoti Mesa giunse nel campo militare e tutti furono accolti dai soldati, che acclamarono Eliogabalo figlio di Antonino. All'alba del 16 maggio 218, Publio Valerio Comazone Eutichiano, comandante della III Gallica, dichiarò Eliogabalo imperatore. Il giovane sovrano assunse lo stesso nome di Caracalla, Marco Aurelio Antonino, per rafforzare ulteriormente la propria legittimità.

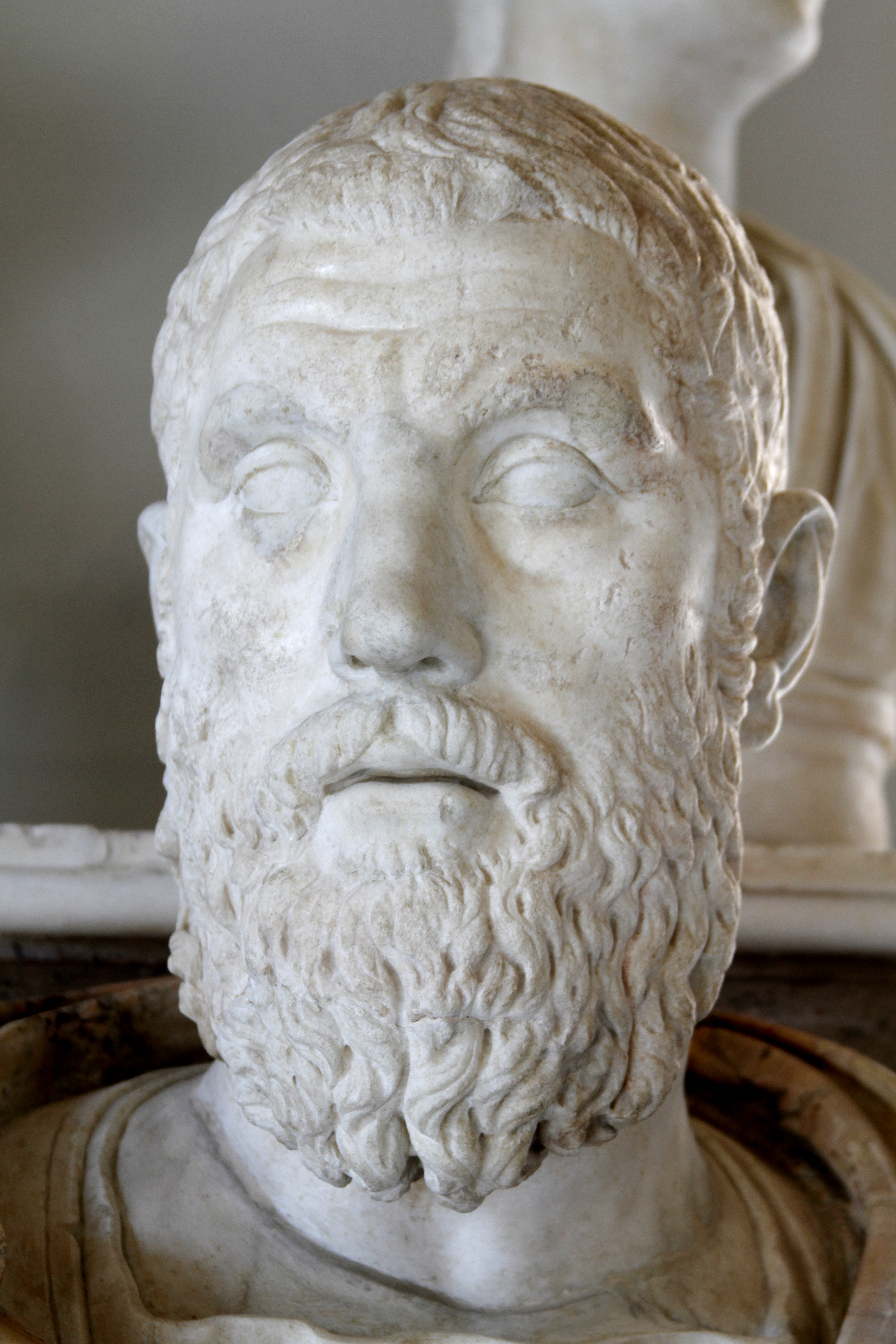
Busto di Macrino, imperatore prima di Eliogabalo e suo rivale (Musei Capitolini, Roma)

La contromossa di Macrino, che si trovava ad Antiochia di Siria, fu di tentare di debellare la ribellione inviando nella regione il proprio prefetto del pretorio, Ulpio Giuliano, con un piccolo contingente militare, ritenuto sufficiente a debellare l'usurpazione. Quando le forze di Giuliano arrivarono all'accampamento il prefetto decise di iniziare un assedio per fare arrendere volontariamente i rivoltosi; ma il giorno seguente i sostenitori di Eliogabalo convinsero i soldati nemici a passare dalla loro parte: gli ufficiali furono uccisi e la testa di Giuliano fu mandata a Macrino. Ogni giorno arrivavano nell'accampamento ribelle nuovi soldati disertori in piccoli gruppi, che aumentarono il numero di sostenitori di Antonino. Macrino, in risposta, nominò prima di tutto il figlio Diadumeniano suo successore con il titolo di Cesare, e poi iniziò a fare grandi elargizioni ai soldati per guadagnarsi il loro favore; inviò poi delle lettere al Senato, nelle quali denunciava Eliogabalo come il Falso Antonino e dichiarandolo pazzo. Entrambi i consoli e altri importanti membri del governo di Roma condannarono l'usurpatore, e il Senato dichiarò conseguentemente guerra a Eliogabalo e a Giulia Mesa. Macrino e Diadumeniano furono indeboliti dalla diserzione della Legio II Parthica in seguito alle elargizioni e alle promesse fatte da Giulia Mesa, e si scontrarono con le truppe comandate da Gannys nella battaglia di Antiochia dell'8 giugno 218. Macrino, vedendo che la battaglia era ormai persa, fuggì di nascosto insieme a qualche centurione. I soldati, non vedendo più l'imperatore, iniziarono a scoraggiarsi ed Eliogabalo prese l'occasione per convincere i pretoriani che stavano combattendo per un codardo e ne fece quindi la sua guardia personale.
Il giovane imperatore mandò quindi degli uomini per cercare il fuggitivo; Macrino, che si dirigeva verso l'Italia travestito da corriere, aspettandosi li aiuto dal Senato, venne catturato presso Calcedonia e giustiziato poco dopo in Cappadocia. Suo figlio Diadumeniano, mandato per sicurezza presso i Parti, fu invece catturato a Zeugma e messo a morte anche lui.
Eliogabalo entrò allora vittorioso ad Antiochia, distribuì denaro ai soldati e inviò lettere di riconciliazione a Roma, estendendo l'amnistia al Senato e riconoscendone le leggi, condannando al contempo il regno del suo predecessore, affermando che Macrino «prese a disprezzare la mia età, quando lui stesso nominò imperatore suo figlio di cinque anni». Inviò messaggi anche alle legioni sparse per l'Impero per criticare il predecessore e considerò la data della sua vittoria come l'inizio del suo regno, tanto da assumere la titolatura imperiale (Imperatore Cesare, figlio di Antonino, nipote di Severo, Pio Felice Augusto, proconsole, detentore della Potestà tribunizia) senza la preventiva approvazione del Senato, violando in questo modo la tradizione, ma iniziando una pratica poi ricorrente tra gli imperatori romani del III secolo.
I senatori ricambiarono l'atto di riconciliazione riconoscendo Eliogabalo imperatore e pater patriae («padre della patria»), accettandone la pretesa di essere figlio di Caracalla, il quale fu deificato assieme a Giulia Domna, elevando sia Giulia Mesa sia Giulia Soemia al rango di auguste. Infine, il comandante della III Gallica, Comazone, divenne il nuovo comandante della guardia pretoriana, mentre Gannys divenne il prefetto del pretorio.

### Regno (218–222)

#### I primi anni
| Eliogabalo: Sesterzio | Eliogabalo: Sesterzio |
| --- | --- |
| | |
| IMP CAES M AVR ANTONINVS PIVS AVG, testa laureata, drappeggiata e corazzata con busto rivolto a destra, vista da dietro;                                  | FIDES EXERCITVS, S C in esergo, Fides Exercitus seduta verso sinistra che regge un'aquila, insegna militare verso sinistra. |
| 29 mm, 24,45 g, 12h; coniato nel 219 da Eliogabalo per enfatizzare propagandisticamente la lealtà delle forze armate come base del potere dell'imperatore | |

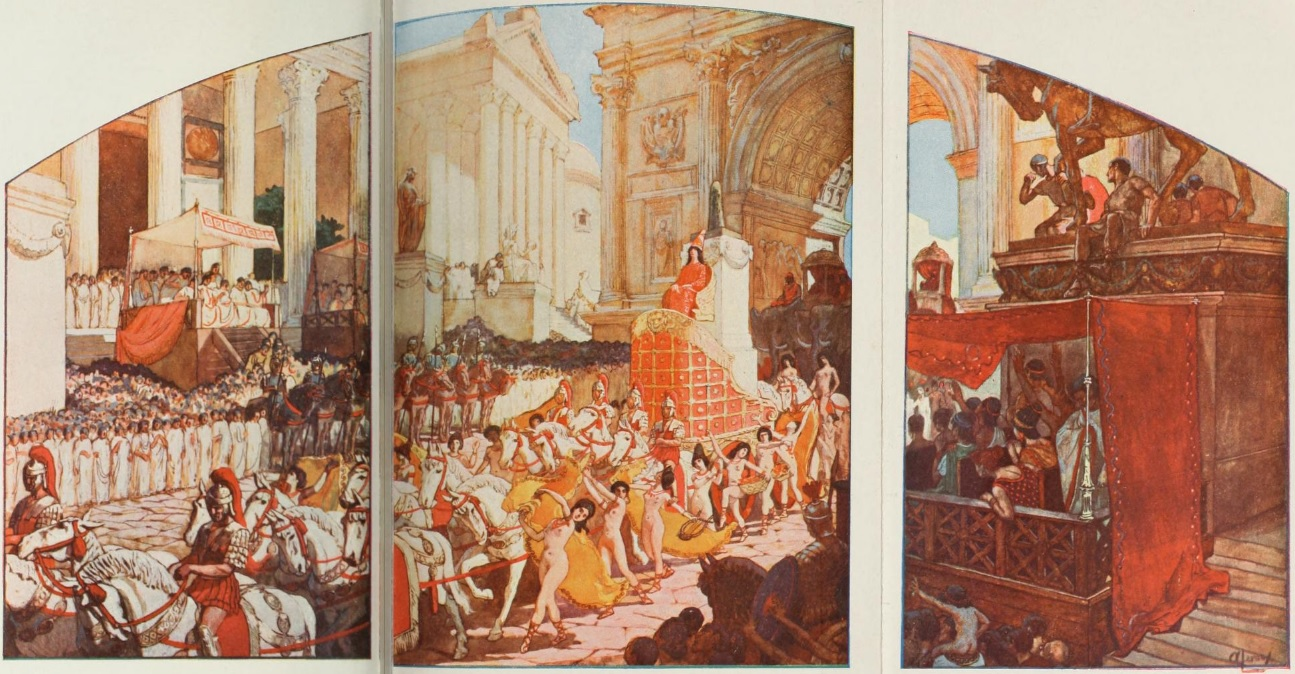
Il trionfo di Eliogabalo, con il betilo dietro le spalle, raffigurato da A. Leroux (1902)

Eliogabalo e la sua corte passarono l'inverno del 218 a Nicomedia in Bitinia, allo scopo di consolidare il proprio potere. Lì Eliogabalo celebrò i riti del suo sacerdozio, danzando in vesti siriane e disprezzando gli indumenti greci e romani. Queste particolari credenze religiose del nuovo imperatore si dimostrarono per la prima volta un problema, tanto che, secondo la testimonianza dello storico romano Cassio Dione, il prefetto del pretorio Gannys fu fatto assassinare da Eliogabalo perché cercava di indurlo a regnare con «temperanza e prudenza». Quando Giulia Mesa, nonna di Eliogabalo, vide le azioni del giovane, cercò di persuaderlo a vivere secondo la tradizione di Roma per paura che il giovane potesse sembrare troppo «barbaro». Eliogabalo, però, non prestò ascolto ai consigli della nonna e fece quindi inviare a Roma un suo ritratto in vesti sacerdotali, che fu piazzato sopra l'altare della Vittoria nella Curia; in questo modo i senatori si trovavano nell'imbarazzante posizione di sacrificare a Eliogabalo ogni volta che facevano offerte alla dea Vittoria. Sembra, tuttavia, che in quel periodo Eliogabalo fosse amato sia dal Senato sia dal popolo.
Le legioni furono scoraggiate dal comportamento dell'imperatore e si pentirono rapidamente di averlo sostenuto. Mentre Eliogabalo era in viaggio per Roma, ribellioni scoppiarono all'interno della Legio IIII Scythica, dietro istigazione di Gellio Massimo generale che venne proclamato Imperatore. Lo stesso avvenne con la III Gallica, che si ribellò acclamando imperatore il proprio comandante Vero. Le ribellioni furono rapidamente sedate: Gellio Massimo e Vero furono giustiziati, la III Gallica sciolta, e Tiro, base della Gallica, perse la condizione di metropoli. Molti altri si ribellarono al nuovo imperatore, anche persone estranee alla classe senatoria, facendosi proclamare all'interno delle legioni.
Quando la corte di Eliogabalo raggiunse Roma nell'autunno 219, Comazone e gli altri alleati di Giulia Mesa e dell'imperatore ricevettero incarichi lucrativi e influenti, con grande oltraggio dei senatori, che non li consideravano personaggi rispettabili. Comazone, per esempio, proseguì la sua carriera divenendo praefectus urbi di Roma per tre volte e due volte console. Eliogabalo tentò di nominare cesare il proprio presunto amante Ierocle, mentre riuscì ad assegnare l'influente posizione non-amministrativa di cubicularius a un altro presunto amante, Zotico. La sua offerta di un'amnistia per l'aristocrazia romana che aveva sostenuto Macrino fu ampiamente onorata, anche se il giurista Ulpiano venne esiliato.
La relazione tra Giulia Mesa, Giulia Soemia ed Eliogabalo fu molto stretta, per lo meno all'inizio. La madre e la nonna del giovane imperatore ricevettero l'onore di assistere alle sedute del Senato romano, ed entrambe ricevettero titoli collegati con il rango senatoriale: Soemia ricevette il titolo di clarissima, Mesa il meno ortodosso mater castrorum et senatus («madre degli accampamenti e del senato»). L'imperatore costituì anche il senaculum mulierum, ovvero il «(piccolo) Senato delle donne», autorizzato a decidere su argomenti limitati, che si riuniva sul Quirinale.
Sul piano edilizio Eliogabalo abbellì Roma costruendo il circo Variano nella parte orientale, il tempio del Sol Invictus sul Palatino (Elagabalium) e completando le terme di Caracalla con palestre, negozi e altri annessi.
Esiste la possibilità che abbia anche dovuto fare fronte a una ribellione, non attestata dalle fonti; un indizio è il conferimento a tre legioni (la I Minervia di stanza in Germania, la II Augusta di stanza in Britannia e la X Gemina a Vienna) del titolo di Antoniniana, cioè di «legione leale ad Antonino», onore tipicamente riservato a quelle legioni che erano rimaste fedeli durante una insurrezione; secondariamente depone a favore di questa ipotesi la svalutazione della moneta, con la riduzione del contenuto di argento, segno della necessità di coniare più moneta per fare fronte alle spese militari.

#### Controversie religiose

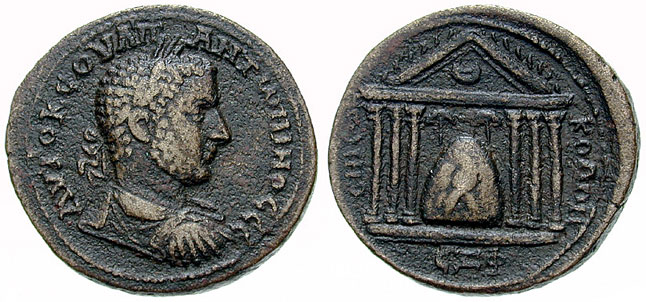
Il tempio del dio sole El-Gabal a Emesa, con la pietra sacra, sul retro di questa moneta in bronzo l'usurpatore romano Uranio Antonino

La politica religiosa fu l'elemento prioritario di Eliogabalo, tutto compreso nella sua funzione di gran sacerdote, ma, al contempo, fu anche la causa primaria dell'opposizione che dovette affrontare: il suo obiettivo principale, infatti, non era semplicemente quello di fare entrare il dio sole di Emesa, El-Gabal, nel pantheon romano, ma quello di renderlo la divinità principale della religione romana, prima associandolo a Giove e poi facendovi confluire tutte le divinità romane.
Fin dal regno di Settimio Severo l'adorazione della divinità solare era cresciuta in tutto l'impero; Eliogabalo sfruttò questa popolarità per introdurre El-Gabal, che venne rinominato Deus Sol Invictus («Dio Sole Invitto») e posto al di sopra di Giove (il culto venne introdotto a partire dal 220); per rafforzare il legame tra il nuovo dio e la religione romana Eliogabalo fece contrarre a Deus Sol Invictus un «matrimonio sacro» (hieros gamos) con Astarte (la dea lunare), con Minerva, e con la dea cartaginese Urania (Dea Caelestis o Tanit).
Ulteriore oltraggio alla sensibilità religiosa dei Romani fu causato dalla sua decisione di unirsi in matrimonio con la vergine vestale Aquilia Severa: l'unione del sacerdote del dio sole con la sacerdotessa della dea Vesta avrebbe dato, nelle intenzioni dell'imperatore, «bambini simili a dei»; si trattava della rottura di un'antichissima e onorata tradizione romana, tanto che, per legge, una vestale che avesse perso la propria verginità veniva seppellita viva.
| Eliogabalo: Aureo | Eliogabalo: Aureo |
| --- | --- |
| | |
| IMP C M AVR ANTONINVS P F AVG, testa laureata, drappeggiata e corazzata con busto rivolto a sinistra, vista da dietro | SANCT DEO SOLI, ELAGABAL in esergo, con quadriga rivolta a destra che trasporta la pietra di Emesa con sopra un'aquila |
| 7,02 g (Zecca di Antiochia; coniato nel 218/219 da Eliogabalo)                                                        | |

Per diventare l'alto sacerdote di El-Gabal, Eliogabalo si fece circoncidere, costringendo pure alcuni suoi collaboratori a fare lo stesso: Cassio Dione racconta che pensò persino di castrarsi, ma non ebbe poi il coraggio di farlo. L'imperatore obbligò i senatori a guardarlo mentre danzava attorno all'altare di Deus Sol Invictus al suono di tamburi e cimbali, e nel giorno del solstizio d'estate fu istituita in onore del dio una grande festa, popolare tra le masse grazie alla grande distribuzione di viveri. Durante questa festa, Eliogabalo poneva El-Gabal, il meteorite nero conico che rappresentava il dio solare di Emesa, su di un carro adornato con oro e gioielli, che girava la città in parata:
(Erodiano, Storia romana, V, 6)
Un sontuoso tempio detto Elagabalium fu costruito sul pendio orientale del Palatino allo scopo di ospitare il betilo del dio. Erodiano, uno storico siriano contemporaneo, racconta che «questa pietra è adorata come se fosse stata inviata dal cielo; su essa si trovano piccole protuberanze e segni, che alla gente piace considerare un grezzo ritratto del sole, perché è così che li vedono».
Le reliquie più sacre della religione romana furono trasferite dai rispettivi templi all'Elagabalium, inclusa la Magna Mater, il fuoco di Vesta, gli Ancilia dei Salii e il Palladio, in modo che nessun altro dio all'infuori di El-Gabal venisse adorato. Eliogabalo si fece persino erigere delle statue, per farsi adorare come un dio.

#### Controversie sull'orientamento sessuale e l'identità di genere

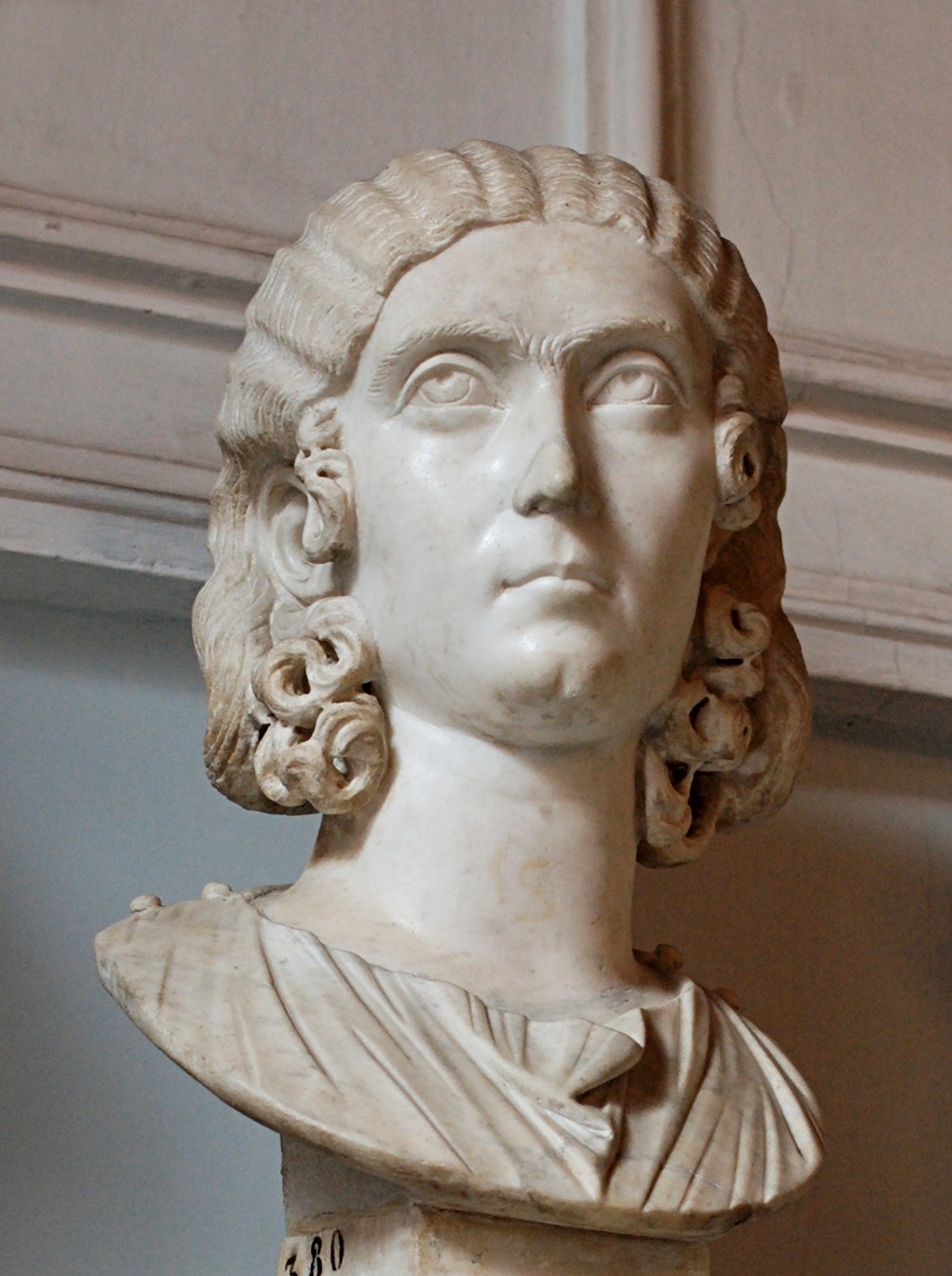
Busto di Giulia Cornelia Paula, prima moglie di Eliogabalo (Musei Capitolini, Roma)

L'orientamento sessuale di Eliogabalo e la sua identità di genere sono stati origine di controversie e dibattiti; va notato, però, che in Eliogabalo l'aspetto religioso e quello sessuale erano profondamente intrecciati, come usuale nella cultura orientale, ma la società romana non comprese questo aspetto a essa alieno e dunque considerò stravaganti e scandalose le pratiche sessuali del proprio imperatore, tra cui le orge, i rapporti omosessuali, la prostituzione, all'interno delle quali va intesa la ricerca dell'androginia e della castrazione.
Stando al senatore e storico contemporaneo Cassio Dione, Eliogabalo sposò, per poi divorziare, cinque donne, delle quali solo tre sono conosciute. La sua prima moglie fu Giulia Cornelia Paula, che sposò poco dopo essere giunto a Roma (autunno 219), allo scopo di avere presto dei figli con i quali continuare la dinastia, ma dalla quale divorziò nelle prime settimane del 220 sulla base di una non meglio specificata imperfezione fisica, allo scopo di sposare la seconda moglie, la vergine vestale Aquilia Severa; nel giro di un anno, però, pose fine al controverso legame con Aquilia per sposare Annia Faustina (luglio 221), una discendente di Marco Aurelio e la vedova di Pomponio Basso, fatto giustiziare da poco da Eliogabalo stesso; entro la fine dell'anno, infine, tornò da Aquilia.

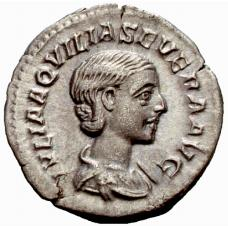
Denario recante l'effigie di Aquilia Severa, la seconda moglie di Eliogabalo

La sua relazione più stabile fu quella con un auriga, uno schiavo biondo proveniente dalla Caria di nome Ierocle, al quale l'imperatore si riferiva chiamandolo suo marito. La Historia Augusta, scritta un secolo dopo i fatti, afferma che sposò anche un uomo di nome Zotico, un atleta di Smirne, con una cerimonia pubblica nella capitale.
Cassio Dione scrisse inoltre che Eliogabalo si dipingeva le palpebre, si depilava e indossava parrucche prima di prostituirsi nelle taverne e nei bordelli, e persino nel palazzo imperiale:
(Cassio Dione, Storia romana, lxxx.13)
Erodiano commenta che Eliogabalo sciupò il suo bell'aspetto naturale facendo uso di troppo trucco. Venne spesso descritto mentre «si deliziava di essere chiamato l'amante, la moglie, la regina di Ierocle», e si narra che abbia offerto metà dell'Impero romano al medico che potesse dotarlo di genitali femminili. Di conseguenza, Eliogabalo è stato spesso descritto dagli scrittori moderni come transgenere.

### Caduta e morte (221–222)

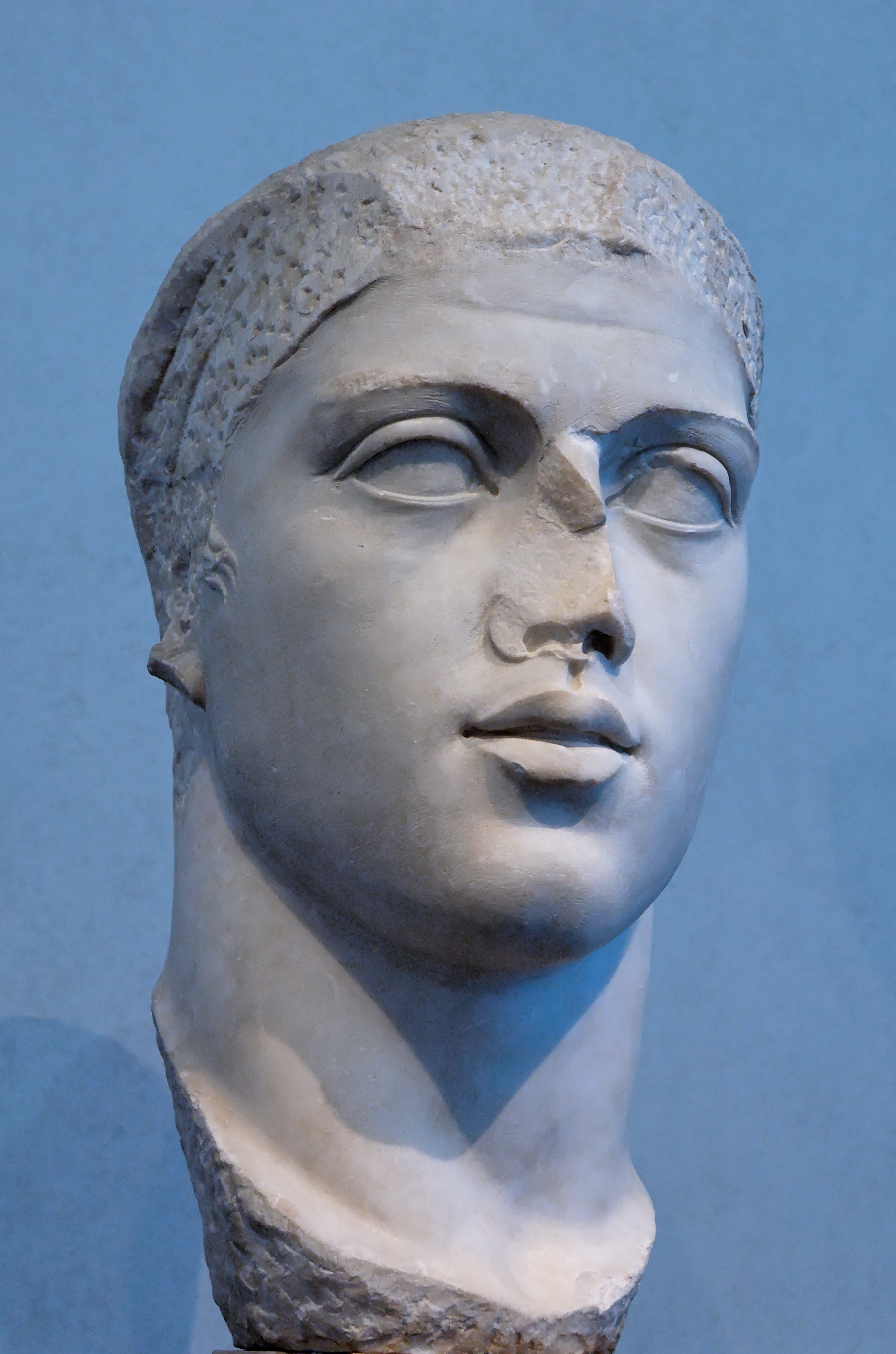
Testa colossale in marmo di Alessandro Severo, rimodellata da un precedente ritratto di Eliogabalo (Museo nazionale romano - Palazzo Massimo alle terme, Roma). Eliogabalo fu colpito da damnatio memoriae e i suoi ritratti vennero sfigurati o rimodellati adattandoli a quelli del suo successore, Alessandro.

Entro il 221 le eccentricità di Eliogabalo, in particolare la sua relazione con Ierocle, causarono il progressivo scollamento tra l'imperatore e la guardia pretoriana. Inoltre l'imperatore fece anche alcune scelte politiche poco felici, come l'assunzione del consolato per tre volte consecutive (218, sostituendo Macrino, 219 e 220), una scelta fatta per l'ultima volta da Domiziano e da allora considerata un segno di dispotismo.
Quando Giulia Mesa si accorse che il sostegno popolare a Eliogabalo stava crollando rapidamente, decise che lui e sua madre Giulia Soemia, che lo aveva incoraggiato nelle sue pratiche religiose, dovessero essere rimpiazzati da qualcuno di più affidabile e popolare. Per trovare un sostituto al soglio imperiale Giulia Mesa si rivolse all'altra figlia, Giulia Mamea, e al figlio di lei, il tredicenne Alessiano (che assunse il nome di Alessandro Severo): Eliogabalo fu convinto ad associare il cugino al potere per lasciare a lui le cure secolari e meglio dedicarsi a quelle religiose. Alessandro fu adottato dal cugino (21 giugno 221), da cui ricevette il titolo di cesare e con il quale condivise il consolato per quello stesso anno (222). Sempre nell'ottica di riguadagnare il consenso va visto il divorzio dalla vergine vestale Aquilia Severa e il matrimonio con la nobile Annia Faustina.
Eliogabalo, però, si rese conto che i soldati, il Senato e il popolo gli preferivano il cugino, e decise di cambiare le cose. Dopo avere tentato ripetutamente di fare assassinare Alessandro, protetto dalla nonna Giulia Mesa, l'imperatore ordinò al Senato di annullare l'elezione a cesare del cugino e di ricoprire di fango le sue statue, ma i soldati si ribellarono ed Eliogabalo si salvò a malapena dalla loro rabbia; l'ordine non fu eseguito.
I rapporti tra Eliogabalo e il cugino/figlio si deteriorarono rapidamente entro la fine del 221: solo per le pressioni della madre e della nonna l'imperatore accettò di comparire in pubblico assieme ad Alessandro in occasione della loro assunzione del consolato (1º gennaio 222). L'imperatore mise in giro la voce che il cugino era moribondo per vedere la reazione della guardia pretoriana. Alla notizia i soldati si ribellarono, pretendendo che Eliogabalo e Alessandro si presentassero nel loro accampamento. L'imperatore si presentò al campo dei pretoriani l'11 marzo 222, assieme al cugino e alla propria madre Giulia Soemia; al suo arrivo i pretoriani iniziarono ad acclamare il loro favorito Alessandro, ignorando Eliogabalo, che ordinò allora l'arresto e l'esecuzione sommaria di coloro che sostenevano Alessandro, con l'accusa di ribellione. In risposta i pretoriani assalirono l'imperatore e poi sua madre:
(Cassio Dione, Storia romana, LXXX, 20)
Erodiano, invece, afferma che i cadaveri di Eliogabalo e di sua madre furono inizialmente lasciati insepolti per essere deturpati da chiunque lo desiderasse, finché non vennero gettati nelle fogne. Con la sua morte molti dei suoi collaboratori furono uccisi o deposti, inclusi Ierocle e Comazone. I suoi editti religiosi furono annullati ed El-Gabal fu mandato indietro a Emesa. Alle donne fu proibito per sempre di partecipare alle sedute del Senato romano, mentre fu decisa la damnatio memoriae contro di lui: le sue statue furono distrutte, il nome cancellato dai documenti e dalle iscrizioni, fu proibito piangerlo pubblicamente e seppellirlo.

## Nella cultura di massa
Molte opere sono ispirate alla sua vita.

### Letteratura
- L'Agonie («Agonia», 1889), romanzo dello scrittore francese Jean Lombard.
- The Sun God («Il Dio Sole», 1904), romanzo dello scrittore inglese Arthur Westcott.
- De Berg van Licht («La montagna di luce», 1905), romanzo dello scrittore olandese Louis Couperus.
- Algabal (1892–1919), raccolta di poesie del poeta tedesco Stefan George.
- The Amazing Emperor Heliogabalus («Lo straordinario imperatore Eliogabalo», 1911), biografia del docente di Oxford John Stuart Hay.
- Héliogabale ou l'Anarchiste couronné («Eliogabalo o l'anarchico coronato», 1934) del surrealista francese Antonin Artaud.
- Family Favourites («Prediletti di famiglia», 1960), romanzo dello scrittore anglo-argentino Alfred Duggan.
- La sua figura è al centro del romanzo surreale Super Eliogabalo (1969) scritto da Alberto Arbasino.
- Boy Caesar («Il cesare ragazzo», 2004), romanzo dello scrittore inglese Jeremy Reed

#### Pittura
- Il quadro Le rose di Eliogabalo (1888), del pittore anglo-olandese sir Lawrence Alma-Tadema.
- Il quadro Eliogabalo gran sacerdote del Sole (1886), del decadentista inglese Simeon Solomon.

#### Musica
- Il libretto Eliogabalo di Aurelio Aureli fu messo in musica da Francesco Cavalli (1667), che scrisse un'opera in cui avevano parte almeno tre castrati, ma l'opera venne cancellata, forse per la sua licenziosità; Aureli scrisse allora un secondo libretto con lo stesso titolo, che venne messo in musica da Giovanni Antonio Boretti.
- L'opera L'Imperatore Eliogabalo (Heliogabalus imperator) (1972) del compositore tedesco Hans Werner Henze.
- L'opera rock L'Eliogabalo (1977) di Emilio Locurcio, e il relativo album a cui parteciparono Lucio Dalla, Claudio Lolli, Rosalino Cellamare e Teresa De Sio.
- Il terzo album della rock band Devil Doll è intitolato Eliogabalus (1990).
- Un disco di John Zorn (con Mike Patton, Ikue Mori, Joey Baron, Trevor Dunn, Jamie Saft) è intitolato Six Litanies for Heliogabalus (2007).

#### Cinema
- Héliogabale (1909), film muto del regista francese André Calmettes
- Héliogabale o L'Orgie romaine (1911), cortometraggio muto del regista francese Louis Feuillade

#### Teatro
- Heliogabalus (2006) di Fanny & Alexander[79]